# Collins (Georgia)
Collins es una ciudad ubicada en el condado de Tattnall, Georgia, Estados Unidos. Según el censo de 2020, tiene una población de 540 habitantes.

## Demografía
En el 2000, los ingresos promedio de los hogares eran de $19,453 y los ingresos promedio de las familias eran de $23,500. Los ingresos per cápita para la localidad eran de $14,120. Los hombres tenían un ingreso per cápita de $27,917 contra $16,818 para las mujeres.
De acuerdo con la estimación 2015-2019 de la Oficina del Censo, los ingresos promedio de los hogares son de $33,261 y los ingresos promedio de las familias son de $37,500. Alrededor del 34.4% de la población está por debajo de la línea de pobreza.
Según el censo de 2020, el 49.07% de la población son blancos, el 41.48% son afroamericanos, el 5.19% son de otras razas y el 4.26% son de una mezcla de razas. Del total de la población, el 7.59% son hispanos o latinos de cualquier raza.

## Geografía
La localidad está ubicada en las coordenadas 32°10′45″N 82°6′36″O / 32.17917, -82.11000 (32.179214, -82.109874).
Según la Oficina del Censo, la localidad tiene un área total de 2.68 km², de la cual 2.64 km² es tierra y 0.04 km² es agua.